# Kwadrantydy
Kwadrantydy (QUA) – rój meteorów aktywny od 1 do 7 stycznia, maksimum przypada na 3 stycznia.
Nazwa roju pochodzi od nieistniejącego już gwiazdozbioru Kwadrantu Ściennego – łac. Quadrans Muralis (obecnie część Wolarza). Jego radiant jest położony na pograniczu Wolarza, Herkulesa i Smoka. Prędkość meteorów wynosi około 41 km/s, co jest wartością średnią w porównaniu z wolnymi Capricornidami, a bardzo szybkimi Leonidami. Aktywność roju jest wysoka i wynosi w maksimum 120 meteorów na godzinę. Wzrost aktywności podczas maksimum jest bardzo krótki i gwałtowny. Szerokość połówkowa piku wynosi około 6–8 godzin.
Pierwsze doniesienia o roju Kwadrantydów pochodzą z 1835 roku (Kronk, 1988). Obserwowano je również w latach 1838 i 1840. Hasegawa (1979) zasugerował, że kometą macierzystą jest C/1490 Y1, obserwowana w Chinach, Korei oraz Japonii. Podejrzewano również, że ciałem macierzystym może być kometa 96P/Machholz. Automatyczny przegląd nieba LONEOS (Near-Earth Object Survey) 6 marca 2003 roku odkrył 2003 EH1, nieaktywną już kometę, której parametry orbitalne są podobne do Kwadrantydów (Jenniskens, 2004). Tanigawa (2009) zaproponował dwa możliwe scenariusze dotyczące historii 2003 EH1. W pierwszym jest on wygasłą kometą C/1490 Y1. W drugim, oba ciała powstały w wyniku rozpadu lub zderzenia w 1490 roku. Drobiny materii powstałe w ten sposób stworzyły strumień Kwadrantydów. Model rozpadu ma poparcie w rozkładzie masowym roju wyliczonych przez Jenniskensa.